# Giampaolo Pazzini
Giampaolo Pazzini (* 2. srpna 1984, Pescia, Itálie) je bývalý fotbalový útočník a reprezentant Itálie.

## Přestupy
- z Atalanty do Fiorentiny za 6 500 000 eur
- z Fiorentiny do Sampdorie za 9 000 000 eur[2]
- ze Sampdorie do Interu za 18 000 000 eur[3]
- z Interu do AC Milán za 12 500 000 eur[4]
- z Milána do Verony zadarmo[5]

## Kariéra

### Klubová

#### Atalanta, Fioretina a Sampdoria
V roce 1999 se přesunul do mládežnické akademie Atalanty. Tady se potkal s Montolivem, se kterým se setkal v různých týmech své budoucí kariéry (v roce 2005 ve Fiorentině a v roce 2012 v Miláně). Dne 17. srpna 2003 odehrál první utkání za dospělé v zápase domácím poháru proti Benátkám (0:2). V druholigovém týmu odehrál jako 19letý celkem 40 utkání a vstřelil 9 branek. Přispěl tak k návratu týmu do Serie A. První zápas v nejvyšší lize odehrál hned v prvním kole 12. září 2004 proti Lecce (2:2), v utkání vstřelil také branku. V dresu Atalanty vstřelil ještě 2 branky, ale v zimním přestupovém období byl prodán do Fiorentiny.
Za fialky vstřelil do konce sezony 3 branky ze 14 utkání a slavil s týmem záchranu v lize. Po sezoně získal ocenění Oscara AIC pro nejlepšího mladého hráče. V sezóně 2005/06 jej díky příchodu Toniho trenér Cesare Prandelli využil jako záložníka místo středního útočníka, i tak vstřelil 5 branek. Nejlepší střeleckou sezonu u fialek měl v sezoně 2007/08, když vstřelil celkem 12 branek v 47 utkání. V téhle sezoně odehrál i své první zápasy v evropských pohárech (Pohár UEFA), kde došel do semifinále, když je vyřadil Rangers na penalty. V lize obsadil 4. místo a pomohl týmu se kvalifikovat do předkola LM, ve které vyřadil Slavii Praha. V sezoně 2008/09 nastupoval v základní sestavě sporadicky a tak v lednu 2009 byl prodán do Sampdorie.
Zbytek sezony 2008/09 se mu podařil, když vstřelil celkem 15 branek z 23 utkání. Během svého působení v klubu vytvořil zajímavou útočnou dvojici s Cassanem. Tahle dvojice byla přirovnávána k brankovým dvojčatům Mancinimu a Viallimu. S klubem hrál finále v domácím poháru, kde prohrál na penalty z Laziem. Nejlepší sezonu v kariéře odehrál 2009/10, když byl třetím nejlepším střelcem v lize s 19 góly a týmu pomohl obsazení 4. místa, která zaručovala předkolo v LM, ve které je vyřadil Werder Brémy a tak nakonec hrál EL.

#### Milánské kluby
V lednu 2011 jej koupil Inter. Hned při prvním utkání, i když nastoupil z lavičky, rozhodl utkání s Palermem vstřelenou brankou z penalty. Sezónu zakončil 11 góly, čímž přispěl k 2. místu Nerazzurri a vítězství v domácím poháru, první trofeji v jeho fotbalové kariéře. V následující sezoně se v klubu vystřídalo spousta trenérů a jemu i klubu se nedařilo. Prohrál finále v domácím superpoháru, v LM vypadl v 1. kole play off a v lize skončil na 6. místě. Celkem vstřelil 8 branek ze 40 utkání.
V srpnu 2012 byl vyměněn do Milána za jeho kamaráda ze Sampdorie Cassana. V první sezoně u Rossoneri vstřelil celkem 16 branek a pomohl klubu k 3. místu v lize. V květnu 2013 podstoupil operaci pravého kolena a zůstal mimo hru až do konce roku. V sezoně 2014/15 měl pod trenérem Inzaghiho málo herního prostoru. V utkání proti Turínu 24. května 2015 měl na ruce kapitánskou pásku a z penalty vstřelil svůj stý gól v lize.

#### Verona a Levante
Ve věku 31 let odešel do Verony. Svůj první gól vstřelil v 8. kole proti Udinese, který skončil 1:1, když proměnil penaltu. Jenže s klubem obsadil sestupové 20. místo a po 13 letech opět hrál 2. ligu. Ve 2. lize se střelecky probudil, když vstřelil nejvíc branek ze všech (23 branek) a získal tak korunu střelců a také slavil postup zpět do Serie A. Jenže herní vytíženost byla malá a tak odešel na půlroční hostování do španělského Levante, v jehož dresu skóroval pouze ve svém debutovém zápase proti Realu Madrid.
Na konci sezóny se vrátil do Verony, která opět sestoupila do 2. ligy. Byl jmenován kapitánem Gialloblù celkem v sezoně vstřelil 13 branek a opět slavil postup zpět do Serie A, když vyhrál play off. Sezonu 2019/20 zahájil na lavičce náhradníků ale nakonec nastoupil do 16 utkání a vstřelil 4 branky a pomohl klubu obsadit 9. místo v lize. Po sezoně se rozhodl s klubu odejít a poté i po několika kontaktech s Pistoiesem, týmem za který v minulosti hrál jak jeho otec Romano, tak jeho bratr Patrizio, se rozhodl ve věku 36 let ukončit kariéru.

### Reprezentační
Hrál v každém italském mládežnickém týmu. Za dospělé nastoupil prvně 28. března 2009 proti Černé Hoře, kde vstřelil také první branku (2:0). Při svém druhém vystoupení proti Irsku dostal již ve 3. minutě hře červenou kartu za neúmyslné faul loktem. Byl vyřazen z výběru pro Konfederační pohár FIFA 2009, ale místo toho byl povolán na MS 2010, kde nastoupil do jednoho utkání.
Dne 6. září 2011 vstřelil vítězný gól proti Slovinsku, která znamenal postup na ME 2012 do které se nakonec nedostal. Jeho poslední zápas byl 11. září 2012 proti Maltě (2:0). Za reprezentaci odehrál 25 utkání a vstřelil 4 branky.

## Statistiky

### Klubové
| Sezóna               | Klub                 | Liga                 | Liga   | Liga | Ligové poháry | Ligové poháry | Ligové poháry | Kontinentální poháry | Kontinentální poháry | Kontinentální poháry | Celkem | Celkem |
| Sezóna               | Klub                 | Soutěž               | Zápasy | Góly | Soutěž        | Zápasy        | Góly          | Soutěž               | Zápasy               | Góly                 | Zápasy | Góly   |
| -------------------- | -------------------- | -------------------- | ------ | ---- | ------------- | ------------- | ------------- | -------------------- | -------------------- | -------------------- | ------ | ------ |
| 2003/04              | Atalanta             | Serie B              | 39     | 9    | IP            | 1             | 0             | -                    | 0                    | 0                    | 40     | 9      |
| 2004/05              | Atalanta             | Serie A              | 12     | 3    | IP            | 4             | 3             | -                    | 0                    | 0                    | 16     | 6      |
| Celkem za Atalantu   | Celkem za Atalantu   | Celkem za Atalantu   | 51     | 12   | -             | 5             | 3             | -                    | 0                    | 0                    | 56     | 15     |
| 2005                 | Fiorentina           | Serie A              | 14     | 3    | IP            | 1             | 0             | -                    | 0                    | 0                    | 15     | 3      |
| 2005/06              | Fiorentina           | Serie A              | 27     | 5    | IP            | 5             | 3             | -                    | 0                    | 0                    | 32     | 8      |
| 2006/07              | Fiorentina           | Serie A              | 24     | 7    | IP            | 2             | 2             | -                    | 0                    | 0                    | 26     | 9      |
| 2007/08              | Fiorentina           | Serie A              | 31     | 9    | IP            | 4             | 3             | PU                   | 12                   | 0                    | 47     | 12     |
| 2008/09              | Fiorentina           | Serie A              | 12     | 1    | IP            | 0             | 0             | LM                   | 4                    | 0                    | 16     | 1      |
| Celkem za Fiorentinu | Celkem za Fiorentinu | Celkem za Fiorentinu | 108    | 25   | -             | 12            | 9             | -                    | 16                   | 0                    | 136    | 33     |
| 2009                 | Sampdoria            | Serie A              | 19     | 11   | IP            | 4             | 4             | -                    | 0                    | 0                    | 23     | 15     |
| 2009/10              | Sampdoria            | Serie A              | 37     | 19   | IP            | 2             | 2             | -                    | 0                    | 0                    | 39     | 21     |
| 2010/11              | Sampdoria            | Serie A              | 19     | 6    | IP            | 1             | 1             | LM+EL                | 2+3                  | 3+2                  | 25     | 12     |
| Celkem za Sampdorii  | Celkem za Sampdorii  | Celkem za Sampdorii  | 75     | 36   | -             | 7             | 7             | -                    | 5                    | 5                    | 87     | 48     |
| 2011                 | Inter                | Serie A              | 17     | 11   | IP            | 3             | 0             | LM                   | 0                    | 0                    | 20     | 11     |
| 2011/12              | Inter                | Serie A              | 33     | 5    | IP+IS         | 0+1           | 0+0           | LM                   | 6                    | 3                    | 40     | 8      |
| Celkem za Inter      | Celkem za Inter      | Celkem za Inter      | 50     | 16   | -             | 4             | 0             | -                    | 6                    | 3                    | 60     | 19     |
| 2012/13              | Milán                | Serie A              | 30     | 15   | IP            | 2             | 1             | LM                   | 5                    | 0                    | 37     | 16     |
| 2013/14              | Milán                | Serie A              | 18     | 2    | IP            | 1             | 1             | LM                   | 2                    | 0                    | 21     | 3      |
| 2014/15              | Milán                | Serie A              | 26     | 4    | IP            | 2             | 1             | -                    | 0                    | 0                    | 28     | 5      |
| Celkem za Milán      | Celkem za Milán      | Celkem za Milán      | 74     | 21   | -             | 5             | 3             | -                    | 7                    | 0                    | 86     | 24     |
| 2015/16              | Verona               | Serie A              | 30     | 6    | IP            | 1             | 0             | -                    | 0                    | 0                    | 31     | 6      |
| 2016/17              | Verona               | Serie B              | 35     | 23   | IP            | 2             | 0             | -                    | 0                    | 0                    | 37     | 23     |
| 2017/18              | Verona               | Serie A              | 19     | 4    | IP            | 1             | 0             | -                    | 0                    | 0                    | 20     | 4      |
| 2018                 | Levante              | Primera División     | 9      | 1    | ŠP            | 0             | 0             | -                    | 0                    | 0                    | 9      | 1      |
| 2018/19              | Verona               | Serie B              | 24+5   | 10+2 | IP            | 2             | 1             | -                    | 0                    | 0                    | 31     | 13     |
| 2019/20              | Verona               | Serie A              | 15     | 4    | IP            | 1             | 0             | -                    | 0                    | 0                    | 16     | 4      |
| Celkem za Veronu     | Celkem za Veronu     | Celkem za Veronu     | 128    | 49   | -             | 7             | 1             | -                    | 0                    | 0                    | 135    | 50     |
| Celkově              | Celkově              | Celkově              | 495    | 160  | -             | 40            | 23            | -                    | 34                   | 8                    | 569    | 191    |

### Reprezentační

#### Statistika na velkých turnajích
| Reprezentace | Rok     | Zápasy              | Zápasy | Zápasy      | Zápasy           | Zápasy           | Zápasy   |
| Reprezentace | Rok     | Fáze turnaje        | Datum  | Soupeř      | Odehraných minut | Vstřelené branky | Výsledek |
| ------------ | ------- | ------------------- | ------ | ----------- | ---------------- | ---------------- | -------- |
| Itálie       | MS 2010 | 2. zápas ve skupině | 20. 6. | Nový Zéland | 23               | 0                | 1:1      |

#### Reprezentační branky
| Gól | Datum        | Stadion                                    | Soupeř     | Skóre | Výsledek | Soutěž                 |
| --- | ------------ | ------------------------------------------ | ---------- | ----- | -------- | ---------------------- |
| 010 | 28. 3. 2009  | Stadion Pod Goricom, Podgorica, Černá Hora | Černá Hora | 0:2   | 0:2      | kvalifikace na MS 2010 |
| 02  | 3. 6. 2011   | Stadio Alberto Braglia, Modena, Itálie     | Estonsko   | 3:0   | 3:0      | kvalifikace na ME 2012 |
| 03  | 6. 9. 2011   | Stadio Artemio Franchi, Florencie, Itálie  | Slovinsko  | 1:0   | 1:0      | kvalifikace na ME 2012 |
| 04  | 11. 11. 2011 | Městský stadion, Vratislav, Polsko         | Polsko     | 0:2   | 0:2      | Přátelské utkání       |

## Úspěchy

### Klubové
- vítěz italského poháru (1x)

Inter: 2010/11

### Reprezentační
- 1× na MS (2010)
- 2× na ME 21 (2006, 2007)

### Individuální
- 1× Nejlepší mladý hráč ligy (2004/05)
- 1× Nejlepší střelec Serie B (2016/17 – 23 branek)